# Quality Control Music
Quality Control Music (nota anche come Quality Control, QC the Label o semplicemente QC ) è un'etichetta discografica statunitense fondata da Kevin "Coach K" Lee e Pierre "Pee" Thomas nel 2013. Le loro produzioni musicali sono state distribuite dalla Universal Music Distribution fino al 2015, da allora le pubblicazioni dell'etichetta sono distribuite da Motown e da Caroline, filiali della Capitol Music Group. Tamika Howard e Simone Mitchell sono i dirigenti dell'etichetta, Howard è anche il direttore generale.
L'etichetta ha firmato con molti importanti artisti statunitensi nel mondo dell'hip hop, tra cui i Migos, Lil Yachty, Lil Baby e le City Girls.

## Storia
La Quality Control Music è stata fondata nel marzo 2013 da Kevin "Coach" Lee e Pierre "Pee" Thomas. Lee e Thomas hanno iniziato questa avventura assumendo personale radiofonico e promozionale, mentre si avventuravano personalmente nell'editoria e nella gestione dell'etichetta. Hanno investito 1 milione di dollari (USD) e un anno nella costruzione della sede principale ad Atlanta, che ospita quattro studi di registrazione e gli uffici. Nel 2015 l'etichetta dopo essersi separata dall'Universal Music Group, ha firmato un joint venture con Capitol Music Group e con Motown, etichetta affiliata alla Capitol. L'accordo consiste nel far lavorare gli artisti di Quality Control sotto la Motown e le altre appartenenti alla Capitol. Quality Control è nota per essere una label che investe su nuovi talenti, motivo per cui molti artisti sono diventati noti dopo aver firmato con essa.

## Composizione

### Artisti attuali di rilievo
Artisti
- JT
- Lil Yachty[5]
- Lil Baby[6]

Produttori e beatmaker
- OG Parker[7]
- Quay Global[8]

### Artisti precedenti di rilievo
- Migos (con Offset, Quavo e precedentemente Takeoff - gruppo sciolto nel 2023)[9]
- Offset
- City Girls[10]
- Rich The Kid[11]
- Cardi B
- Stefflon Don[12]
- OG Maco[13][14]
- Young Greatness[15][16]
- Takeoff (deceduto)[17]
- Young Miami

## Discografia

### Compilation
- 2017 – Control the Streets, Volume 1
- 2019 – Control the Streets, Volume 2

### Mixtape
- 2014 – Solid Foundation[18]

### Singoli
- 2017 – Too Hotty (con i Migos)
- 2017 – On Me (con Lil Yachty e Young Thug)
- 2017 – My Dawg (Remix) (con Lil Baby, Kodak Black, Quavo e Moneybagg Yo )
- 2017 – Ice Tray (con Quavo e Lil Yachty )
- 2017 – Fuck Dat Nigga (con le City Girls)
- 2019 – Baby (con Lil Baby e DaBaby)

## Quality Control Sports
Nel 2019, Kevin Lee e Pierre Thomas hanno fondato Quality Control Sports, una propaggine sportiva di Quality Control Music. Gli atleti che ne fanno parte sono giocatori di football americano e baseball.

### Atleti di rilievo
Football americano
- Alvin Kamara
- D'Andre Swift
- Deebo Samuel